# WTA-toernooi van Surabaya
Het WTA-toernooi van Surabaya (officieel: Wismilak International) was een tennistoernooi voor vrouwen dat van 1994 tot en met 1997 plaatsvond op hardcourt in de Indonesische plaats Surabaya.
De WTA organiseerde het toernooi dat in de categorie "Tier IV" viel.
Er werd door 32 deelneemsters per jaar gestreden om de titel in het enkelspel, en door 16 paren om de dubbelspeltitel. Aan het kwalificatietoernooi voor het enkelspel namen 14 à 27 speelsters deel, met vier plaatsen in het hoofdtoernooi te vergeven.
Het toernooi werd opgevolgd door:
- WTA-toernooi van Kuala Lumpur in de jaren 1999–2000
- WTA-toernooi van Bali in de jaren 2001–2008

## Officiële namen
| 1994–1996 | Wismilak Open          |
| 1997      | Wismilak International |

## Meervoudig winnaressen enkelspel
| speelster     | aantal titels | in de jaren |
| ------------- | ------------- | ----------- |
| Wang Shi-ting | 2             | 1995, 1996  |

## Finales

### Enkelspel
| Datum      | Naam                   | ($)     | Winnares            | Verliezend finaliste | Uitslag        |         |
| ---------- | ---------------------- | ------- | ------------------- | -------------------- | -------------- | ------- |
| 1994-11-07 | Wismilak Open          | 100.000 | Elena Wagner        | Ai Sugiyama          | 2-6, 6-0, opg. | details |
| 1995-10-02 | Wismilak Open          | 107.500 | Wang Shi-ting       | Yi Jingqian          | 6-1, 6-1       | details |
| 1996-10-07 | Wismilak Open          | 107.500 | Wang Shi-ting       | Nana Miyagi          | 6-4, 6-0       | details |
| 1997-09-22 | Wismilak International | 155.340 | Dominique Van Roost | Lenka Němečková      | 6-1, 6-3       | details |

### Dubbelspel
| Datum      | Naam                   | ($)     | Winnaressen                     | Verliezend finalistes         | Uitslag       |         |
| ---------- | ---------------------- | ------- | ------------------------------- | ----------------------------- | ------------- | ------- |
| 1994-11-07 | Wismilak Open          | 100.000 | Yayuk Basuki Romana Tedjakusuma | Kyōko Nagatsuka Ai Sugiyama   | walk-over     | details |
| 1995-10-02 | Wismilak Open          | 107.500 | Petra Kamstra Tina Križan       | Nana Miyagi Stephanie Reece   | 2-6, 6-4, 6-1 | details |
| 1996-10-07 | Wismilak Open          | 107.500 | Alexandra Fusai Kerry-Anne Guse | Tina Križan Noëlle van Lottum | 6-4, 6-4      | details |
| 1997-09-22 | Wismilak International | 155.340 | Kerry-Anne Guse Rika Hiraki     | Maureen Drake Renata Kolbovic | 6-1, 7-6      | details |